# Фландерс (Њујорк)
Фландерс (енгл. Flanders) насељено је место без административног статуса у америчкој савезној држави Њујорк.

## Демографија
По попису из 2010. године број становника је 4.472, што је 826 (22,7%) становника више него 2000. године.
| Група             | 2000.         | 2010.         |
| Белци             | 2.317 (63,5%) | 2.020 (45,2%) |
| Афроамериканци    | 725 (19,9%)   | 617 (13,8%)   |
| Азијати           | 26 (0,7%)     | 49 (1,1%)     |
| Хиспаноамериканци | 502 (13,8%)   | 1.677 (37,5%) |
| Укупно            | 3.646         | 4.472         |